# Balanoptica
Balanoptica là một chi bướm đêm thuộc họ Yponomeutidae.

## Các loài
- Balanoptica orbicularis - Felder & Rogenhofer, 1875